# Maine Océan
Pour plus de détails, voir Fiche technique et Distribution.
Maine Océan est un film français réalisé par Jacques Rozier, sorti en 1986.

## Synopsis
À bord du train corail « Maine Océan », se croisent une charmante danseuse brésilienne non francophone, une avocate cafouilleuse et sympathique parlant trois mots de portugais et deux contrôleurs SNCF très à cheval sur le compostage des billets mais pas vraiment à même de s'exprimer en anglais... Au terme laborieux du contrôle des billets, le contact s'établit entre les protagonistes. Tentés par l'idée de mettre entre parenthèses leur vie de grisaille pour quelques jours, les deux fonctionnaires rejoignent les belles qui ont embarqué pour l'île d'Yeu à la suite d'un marin-pêcheur ombrageux que l'avocate est venue défendre (fort mal) à l'occasion d'un procès pour coups et blessures. Une fois sur l'île, les désirs et les rêves trop longtemps refoulés du contrôleur, interprété par Bernard Ménez,,, se réveillent, s'emballent même, aidés par les vapeurs d'alcool et, surtout, par les promesses fallacieuses qu'un producteur d'artistes de variétés fantasque lui fait miroiter... Le retour sur terre sera brutal puis laborieux, littéralement.

## Fiche technique
- Titre : Maine Océan
- Réalisation : Jacques Rozier
- Scénario : Jacques Rozier et Lydia Feld
- Photographie : Acácio de Almeida
- Composition : Philippe Haïm
- Pays de production :  France
- Langue : français
- Format : Couleurs - 35 mm
- Genre : Comédie
- Durée : 130 minutes
- Date de sortie : France : 16 avril 1986

## Distribution
- Bernard Ménez : contrôleur Gallec
- Yves Afonso : Marcel Petitgas
- Luis Rego : contrôleur Lucien Pontoiseau
- Lydia Feld : Mimi De Saint Marc
- Rosa-Maria Gomes : Dejanira
- Pedro Armendáriz Jr. : Pedro De La Moccorra
- Jean-Paul Bonnaire : le procureur
- Christian Bouillette : Lucien Vallée
- Abdel Kedadouche : le serveur au bar du train
- Bernard Dumaine : le juge
- Mike Marshall : l'avocat « au fond des bois »
- Jean-Jacques Jelot-Blanc : le reporter de Radio Phare-Ouest